# Палотаи, Бориш
Бориш Палотаи (23 мая 1904, Орадя — 13 сентября 1983, Будапешт) — венгерская писательница, сценаристка и журналист. Мать кинорежиссёра и сценариста Петера Бачо.

## Биография
В 1919 году семья перебралась в Кошице (в то время в составе Чехословакии). Начинала как поэт: первый сборник стихов был опубликован в 1926 году, за ним последовали ещё два (в 1929 и 1936 годах). В 1933 году стала одним из сценаристов фильма П. Фейоша Gardez le sourire, что сыграло решающую роль в обращении к прозе. В 1930-х годах создала ряд прозаических произведений, среди них — «Петер, роман бедного студента» (Péter, egy szegény kisdiák regénye, 1934) и цикл юношеских романов о Юлике (Julika, 1937 и Julika és az ötödik osztály, 1939).
В 1939 году переехала в Будапешт. В 1947—1953 годах возглавляла отдел культуры газеты Népszava (органа венгерских социал-демократов). В 1950 году в рамках кампании преследования социал-демократов работа этого отдела газеты подверглась критике, а сама Палотаи характеризовалась как «антирабочий» (упор на освещение высокой культуры для «профсоюзного» издания считался неприемлемым).
В начале 1950-х годов делала репортажи из строившегося Сталинвароша, также создала роман «Дети Сталинвароша» (Sztálinvárosi gyerekek, 1953), переведённый на русский и изданный в СССР.
С конца 1950-х годов стала чрезвычайно популярным писателем, постоянно выпуская новые произведения (последнее из которых было издано посмертно). Кроме того, вернулась к написанию киносценариев, в том числе сценариев экранизаций собственных романов. 

## Творчество

### Повести
- Дети Сталинвароша (1953, на русском языке — М.: Детгиз, 1955)

### Рассказы
- Пусига Молле (на русском языке — М.: Детская литература, 1974)